# كنديون إيطاليون

الكنديون الإيطاليون كنسبة مئوية من السكان حسب المقاطعة/الإقليم

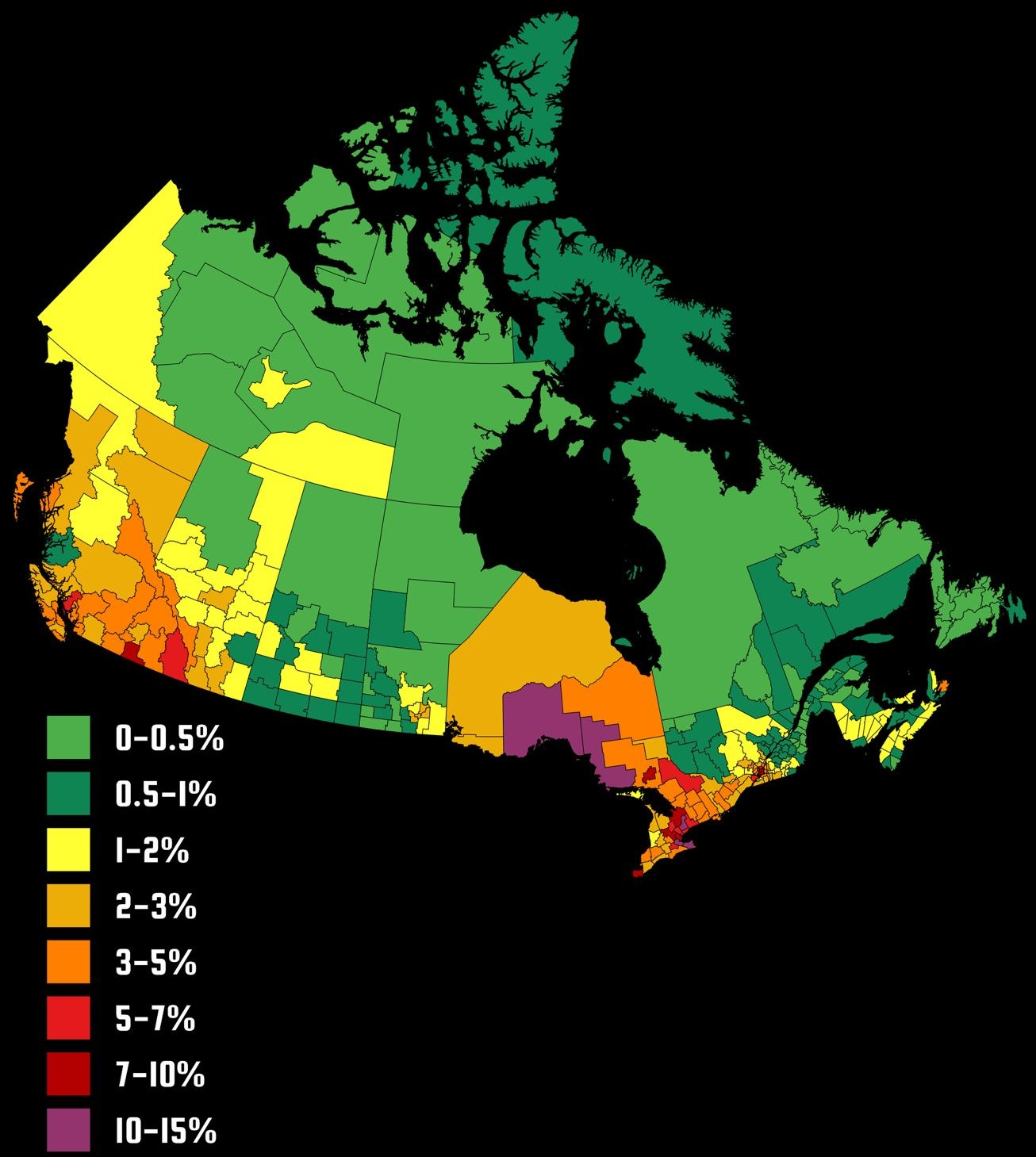
التوزيع السكاني للكنديين الإيطاليين حسب التقسيم التعدادي

الكنديون الإيطاليون هم مواطنون كنديون من مواليد إيطاليا، وينحدرون بشكل كامل، أو جزئي من أصول إيطالية، وكان أجدادهم إيطاليين هاجروا إلى كندا كجزء من الشتات الإيطالي، أو أشخاص من مواليد إيطاليا في كندا. ووفقًا لتعداد كندا لعام 2021م، هناك 1,546,390 كنديًا، بنسبة (4.3% من إجمالي السكان) من أصل إيطالي كامل أو جزئي. وهم يشكلون مجموعة فرعية من الكنديين من جنوب أوروبا، والتي تعد مجموعة فرعية أخرى من الكنديين الأوروبيين. يقوم التعداد بإحصاء إجمالي عدد سكان كندا، والذي يتكون من المواطنين الكنديين (بالميلاد وبالتجنس)، والمهاجرين المقيمين بشكل دائم، والمقيمين غير الدائمين وأسرهم الذين يعيشون معهم في كندا. يعيش الكنديون الإيطاليون بشكل رئيسي في المناطق الحضرية الصناعية المركزية، وهم سابع أكبر مجموعة عرقية في كندا، بعد الكنديين: الفرنسيين، والإنجليز، والأيرلنديين، والاسكتلنديين، والألمان، والصينيين.
بدأت الهجرة الإيطالية إلى كندا في منتصف القرن التاسع عشر. وبدأ التدفق الكبير للهجرة الإيطالية إلى كندا في أوائل القرن العشرين، وكان المهاجرون ينزحون في المقام الأول من المناطق الريفية في جنوب إيطاليا، ويستقر المهاجرون بشكل أساسي في تورنتو ومونتريال. خلال الفترة ما بين الحربين العالميتين، وبعد الحرب العالمية الأولى، أدت قوانين الهجرة الجديدة في العشرينيات من القرن العشرين إلى الحد من الهجرة الإيطالية. وخلال الحرب العالمية الثانية، تم اعتقال ما يقرب من 600 إلى 700 رجل إيطالي كندي بين عامي 1940م و1943م، باعتبارهم أجانب أعداء،يشكلون خطرًا محتملاً على البلاد.
بعد الحرب العالمية الثانية، حدثت موجة ثانية من الهجرة، ففي الفترة ما بين أوائل الخمسينيات ومنتصف الستينيات، كان يهاجر ما يقرب من 20 إلى 30 ألف إيطالي إلى كندا سنويًا، والذين عمل العديد منهم في صناعة البناء، بعد استقرارهم في كندا. كان الرصيف 21 في هاليفاكس، نوفا سكوشا، ميناءً مؤثرًا للهجرة الإيطالية في الفترة ما بين عام 1928م، وحتى توقف عملياته في عام 1971م، حيث هاجر حوالي 471.940 فردًا إلى كندا قادمين من إيطاليا، مما يجعلهم ثالث أكبر مجموعة عرقية هاجرت إلى كندا خلال تلك الفترة الزمنية. وفي أواخر الستينيات من القرن العشرين، شهد الاقتصاد الإيطالي فترة من النمو والانتعاش، مما أدى إلى إزالة أحد الحوافز الأساسية للهجرة. لقد لعبت الوحدة العائلية لدى الكنديين الإيطاليين دوراً محورياً في التكيف مع الحقائق الاجتماعية والاقتصادية الجديدة. وفي عام 2010م، أعلنت حكومة أونتاريو شهر يونيو، شهرًا للتراث الإيطالي، وفي عام 2017م، أعلنت حكومة كندا أيضًا شهر يونيو، شهرًا للتراث الإيطالي في جميع أنحاء كندا.

## تاريخ

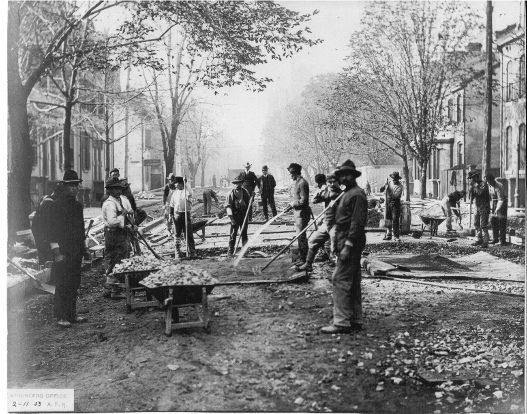
مهاجرون إيطاليون يضعون حجارة الرصف في شارع كينج في تورنتو، 1903م

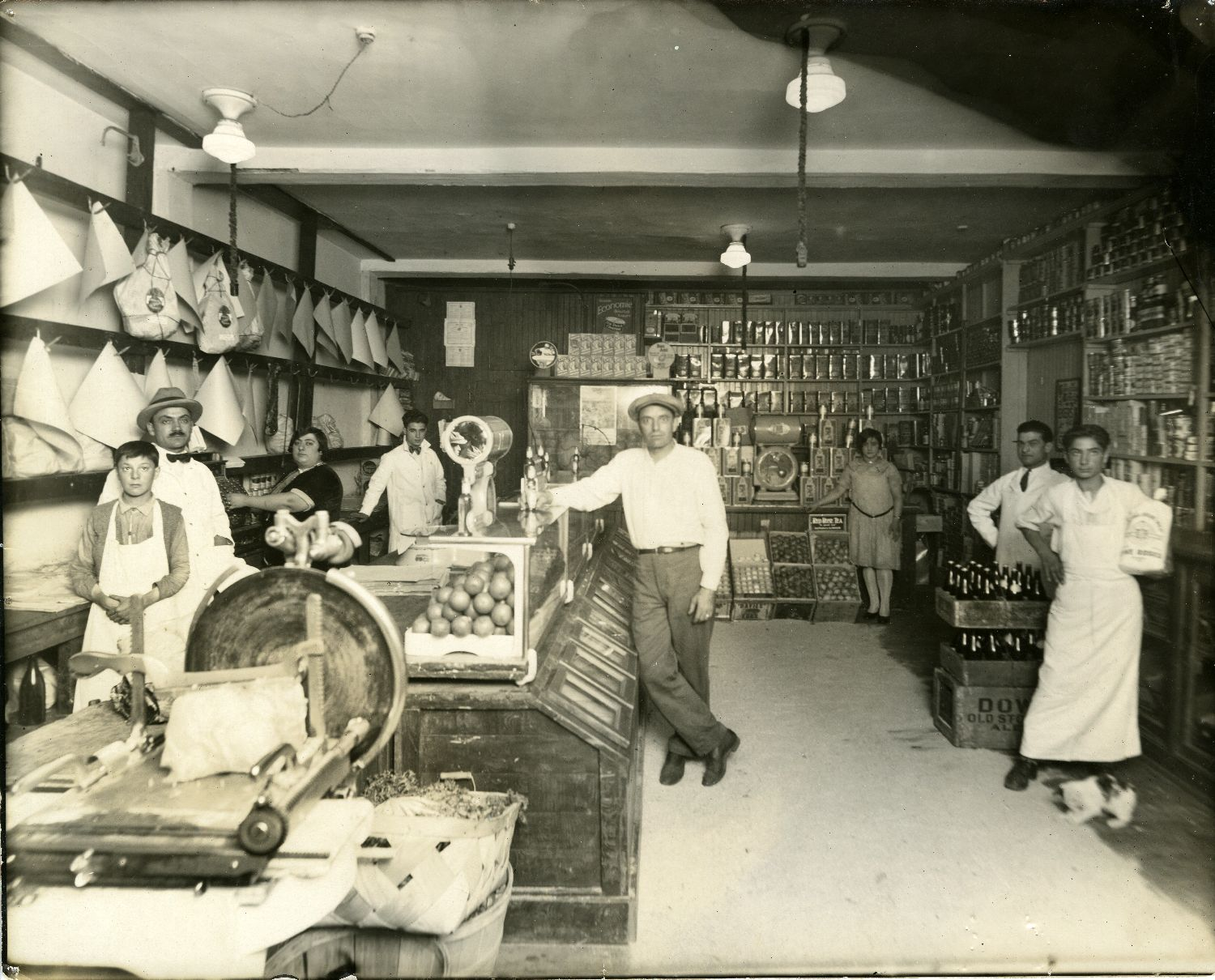
متجر بقالة مملوك لعائلة إيطالية في ليتل إيتالي، مونتريال، 1910م

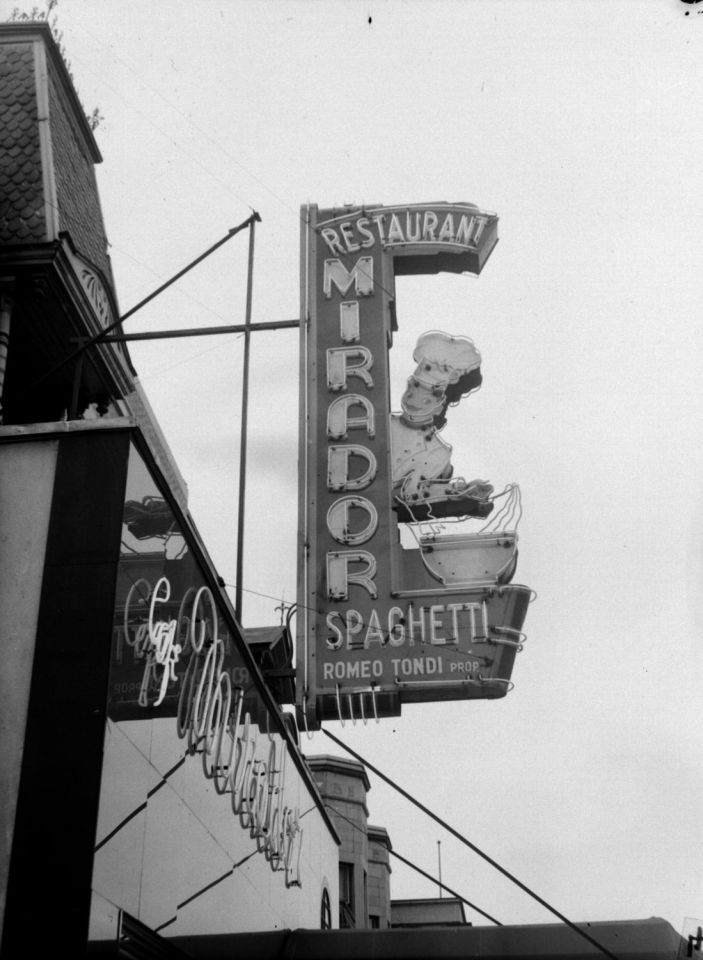
علامة ميرادور، مطعم في مونتريال يملكه مهاجر إيطالي، 1948م

كان أول مستكشف لسواحل أمريكا الشمالية هو الرحالة الإيطالي الفينيسي جون كابوت (جيوفاني كابوتو)، الذي وصل إلى كيب بونافيستا، نيوفاوندلاند ولابرادور، في عام 1497م. وقد تابع رحلته إلى كندا وأجزاء أخرى من الأمريكتين، ابنه سيباستيان كابوت (سيباستيانو كابوتو)، وجيوفاني دا فيرازانو. وبعد توحيد إيطاليا مباشرة، شهدت الأمة الشابة ظاهرة الهجرة على نطاق واسع. في حين كانت وجهات الهجرة حتى ذلك الوقت أوروبية في الغالب، إلا أنه ابتداءً من النصف الثاني من القرن التاسع عشر، ظهرت الهجرة عبر الأطلسي إلى الأمريكتين، في اتجاه الأراضي التي أصبحت وجهات مثالية للإيطاليين. لم يتم إجراء تعداد كندي لإحصاء السكان حتى عام 1871م . وفي هذا الوقت، بلغ عدد الإيطاليين الذين يعيشون في كندا حوالي 1035 شخصًا. تم استقطاب عدد من الإيطاليين، في كثير من الأحيان باعتبارهم " مرتزقة " و" رجال فكر"، للعمل كبحارة في بناء السكك الحديدية الكندية في المحيط الهادئ. في عام 1904م، كان حوالي 3,144 من أصل 8,576 من القوى العاملة الموسمية في شركة السكك الحديدية الكندية الباسيفيكية من الرجال الإيطاليين. وكان العمال الإيطاليون في تلك الفترة، كما وصفتهم لوسي دي بييترو، مديرة جمعية ذاكرة المهاجرين الإيطاليين الكنديين، يُنظر إليهم على أنهم "عابرون، وعصبيون، وذو وميول عنيفة وإجرامية". والإيطاليون من بين المهاجرين "غير المرغوب فيهم" على الأراضي الكندية، وذلك وفًقًا لما ورد في أول قانون في كندا بشأن الهجرة، والذي يعود تاريخه إلى عام 1869م . وقد نص هذا القانون على فئات معينة من الأجانب، من "المرغوب فيهم"، لأسباب تتعلق بالتقارب الثقافي، أو الصور النمطية المتعلقة بالاجتهاد في العمل، لذلك تم العمال القادمين من بريطانيا العظمى، أو بلدان شمال أوروبا. كان يُشار إلى الإيطاليين عادةً بلقب navvies، وهو اختصار لكلمة "ملاح navigator"،  وهو مصطلح صيغ في إنجلترا للإشارة إلى العمال، والذي تم تطبيقه منذ عام 1830م فصاعدًا بمعنى مهين على أولئك الذين عملوا في بناء الأنفاق أو السكك الحديدية في ظروف غير مريحة.
بدأ التدفق الكبير للهجرة الإيطالية إلى كندا في أوائل القرن العشرين، عندما انتقل أكثر من 60 ألف إيطالي إلى كندا بين عامي 1900م، و1913م. وكان معظم المهاجرين من الفلاحين من جنوب إيطاليا، والأجزاء الزراعية في الشمال الشرقي من البلاد ( فينيتو وفريولي). وفي عام 1905م، تم تشكيل لجنة ملكية للتحقيق في هجرة العمال الإيطاليين إلى مونتريال والممارسات الاحتيالية المزعومة لوكالات التوظيف، وتم التحقيق في الخطط الخادعة التي يستخدمها وسطاء العمل، الذين يجندون العمال الإيطاليين لصالح أصحاب العمل الكنديين. وعلى الرغم من ذلك، فقد كانت هذه الأرقام ضئيلة للغاية، مقارنة بأعداد المهاجرين الإيطاليين في الولايات المتحدة، حيث هاجر إليها نحو أربعة ملايين إيطالي بين عامي 1880م و1920م. كانت وجهة الإيطاليين المهاجرين، هي: تورنتو ومونتريال في المقام الأول. ففي تورنتو، ارتفع عدد السكان الإيطاليين من 4,900 في عام 1911 إلى 9,000 في عام 1921م، ليشكلوا ما يقرب من اثنين في المائة من سكان تورنتو. وسرعان ما أنشأ الإيطاليون في تورنتو ومونتريال مناطق عرقية، وخاصة صغار الإيطاليبن في تورنتو ومونتريال . نشأت أيضًا مجتمعات أصغر في مدن: فانكوفر، وهاملتون، وشلالات نياجرا، وجويلف، وويندسو، وثاندر باي ، وسولت سانت ماري، وأوسلو. ماري ، أوتاوا وشيربروك . كما استقر العديد منهم في مجتمعات التعدين في كولومبيا البريطانية ( تريل )،  ألبرتا ( ممر كروسنست )،  جزيرة كيب بريتون ( إنفرنيس )،  وشمال أونتاريو ( سولت سانت ماري وفورت ويليام ).
انحصرت هذه الهجرة إلى حد كبير بعد الحرب العالمية الأولى، وقوانين الهجرة الجديدة في العشرينيات من القرن العشرين، والكساد الكبير، الذي حد من الهجرة الإيطالية. قدم حوالي 40 ألف إيطالي إلى كندا خلال فترة ما بين الحربين العالميتين، معظمهم من جنوب إيطاليا، حيث أدى الكساد الاقتصادي والاكتظاظ السكاني، إلى حالة من الفقر الشديد، الذي حل بالعديد من الأسر. وخلال الحرب العالمية الثانية، كان يُنظر إلى الكنديين الإيطاليين بعين الشك، كنا أنهم واجهوا قدرًا كبيرًا من التمييز. وكجزء من قانون تدابير الحرب، تم تصنيف حوالي 31000 كندي إيطالي على أنهم "أجانب أعداء" لهم صلات فاشية مزعومة، وفي الفترة ما بين 1940م و1943م، تم اعتقال ما يقرب من 600 إلى 700 من هؤلاء الرجال الكنديين الإيطاليين وايداعهم معسكرات الاعتقال، مثل معسكر بيتاواوا - في ما كان يُعرف بفترة الاعتقال الإيطالي الكندي. وفي حين أن العديد من الكنديين الإيطاليين ،دعموا في البداية الفاشية ونظام بينيتو موسوليني، لدوره في تعزيز حضور إيطاليا على الساحة العالمية، إلا أن معظم الإيطاليين في كندا لم يكن لديهم أي ضغينة ضد كندا، وبقي عدد قليل منهم ملتزم بأيديولوجية الفاشية. وفي عام 1990م، اعتذر رئيس الوزراء السابق بريان مولروني عن احتجاز الكنديين الإيطاليين أثناء الحرب، في اجتماع للمؤتمر الوطني للكنديين الإيطاليين في تورنتو. وفي مايو 2009م، قدم ماسيمو باسيتي مشروع القانون C-302، وهو "قانون للاعتراف بالظلم الذي تعرض له الأشخاص من أصل إيطالي من خلال تصنيفهم كـ"أجانب أعداء"، واحتجازهم أثناء الحرب العالمية الثانية، وتوفير التعويض وتعزيز التعليم حول التاريخ الإيطالي الكندي [بقيمة 2.5 مليون دولار]"، والذي أقره مجلس العموم في 28 أبريل 2010م؛ وكان من المقرر أن تصدر هيئة البريد الكندية أيضًا طابعًا بريديًا تذكاريًا، لإحياء ذكرى احتجاز المواطنين الإيطاليين الكنديين،  ومع ذلك، لم يمر مشروع القانون C-302 بالمراحل اللازمة ليصبح قانونًا. وفي عام 2021م، اعتذر رئيس الوزراء جاستن ترودو رسميًا عن احتجاز الكنديين الإيطاليين أثناء الحرب، في مجلس العموم.
حدثت موجة ثانية من الهجرة، بعد الحرب العالمية الثانية، حيث غادر الإيطاليون، وخاصة من المناطق الجنوبية مثل: لاطيوم، وأبرتسة، ومليزة، وبولية، وكمبانية، وقلورية، وصقلية، البلاد التي أفقرتها الحرب، بحثًا عن فرص في دولة شابة ومتنامية. كما هاجر أيضًا عدد صغير من الإيطاليين الإستريين، والإيطاليين الدلماسيين، إلى كندا أثناء الهجرة الإسترية الدلماسية ، تاركين من خلفهم أوطانهم، التي فقدوها لصالح إيطاليا، والتي تم ضمها إلى يوغوسلافيا بعد معاهدة السلام مع إيطاليا عام 1947م.  وفي الفترة ما بين أوائل الخمسينيات ومنتصف الستينيات، كان يهاجر ما يقرب من 20 ألفًا إلى 30 ألف إيطالي إلى كندا كل عام،  متجاوزين بذلك عدد الذين هاجروا إلى الولايات المتحدة خلال نفس الفترة. وما بين عامي 1946م و1967م، استفاد أكثر من 90 بالمائة من المهاجرين الإيطاليين من نظام الرعاية، الذي يسمح لهم بدخول كندا، إذا تم رعايتهم من قبل أقارب لهم، مقيمين في كندا، والذين سيتحملون المسؤولية المالية عنهم خلال فترة استقرارهم. وفي عام 1948م، تم إضفاء الطابع الرسمي على العلاقات بين كندا وإيطاليا من خلال افتتاح سفارة كندية في روما ومكتب للهجرة. وفي أواخر الستينيات، شهد الاقتصاد الإيطالي فترة من النمو والانتعاش، الأمر الذي أدى إلى غياب أحد الأسباب الأساسية للهجرة. وفي عام 1967م، تم تقييد نظام الرعاية، وبدلاً من ذلك، تم اعتماد اختيار المهاجرين، على حسب احتيجات سوق العمل، الأمر الذي أدى أيضًا إلى تقليل تدفق الهجرة الإيطالية. 90 % من الإيطاليين الذين هاجروا إلى كندا بعد الحرب العالمية الثانية، ظلوا في كندا، وبعد عقود من تلك الفترة، ظل مجتمع المهاجرين يتقن اللغة الإيطالية . ولكن حدث انخفاضًا عامًا في استخدام اللغة الإيطالية في كندا منذ عام 2001م.
وعُد الرصيف 21 في هاليفاكس، نوفا سكوشا، ميناءً مؤثرًا للهجرة الإيطالية في الفترة ما بين عام 1928م، وحتى توقف عملياته في عام 1971م، حيث قدم حوالي 471.940 فردًا إلى كندا من إيطاليا، مما يجعلهم ثالث أكبر مجموعة عرقية هاجرت إلى كندا خلال تلك الفترة الزمنية.
وقد أدى النمو السريع للمناطق الحضرية، التي اجتذبت المهاجرين الإيطاليين، إلى خلق طلب ملح لعمال البناء، وبحلول الستينيات من القرن العشرين، كان أكثر من 15 ألف إيطالي يعملون في صناعة البناء في تورنتو، وهو ما يمثل تقريبًا، ثلث إجمالي عمال البناء في المدينة في ذلك الوقت. في حين شرع بعض آخر من المهاجرين، في إنشاء مشاريع تجارية صغيرة، مثل محلات الحلاقة، ومحلات البقالة والمخابز التي خلقت جيوبًا عرقية إيطالية. أما النساء الإيطاليات اللاتي دخلن سوق العمل، فغالبًا ما كن يعملن في صناعة الملابس والأزياء. لقد لعبت أهمية الوحدة العائلية لدى الكنديين الإيطاليين، دورًا محوريًا في التكيف مع الحقائق الاجتماعية والاقتصادية الجديدة. وقد توصلت دراسة أجريت في منتصف الستينيات من القرن العشرين في مونتريال، إلى أن اثنين من كل ثلاثة إيطاليين، كان لديهم قريب مقرب لهم يعيش في نفس المبنى معهم، أو على مسافة خمس دقائق سيرًا على الأقدام، وأن أكثر من نصف العينة اختاروا شراء منزل في منطقة معينة بسبب الألفة ولأن الأقارب والكنديين الإيطاليين الآخرين يعيشون في الجوار. كان 75% من الإيطاليين الذين هاجروا بعد الحرب العالمية الثانية يعملون في وظائف منخفضة الدخل، ولكن بحلول منتصف الثمانينيات، كان أطفال المهاجرين قد حققوا مستوى من التعليم العالي، يضاهي المتوسط الوطني. وبحلول الثمانينيات من القرن العشرين، كان 86% من الكنديين الإيطاليين يمتلكون منازل، مقارنة بـ 70% من عامة السكان.
وهكذا، ظهرت في كندا سياسة التعددية الثقافية، والتي أدت إلى تعزيز هوية المجموعات العرقية المختلفة. حيث، شهدت إيطاليا تحولاً اجتماعياً وثقافياً قوياً نتيجة لعوامل متعددة. وبعد أن انتهى انعدام الثقة الناجم عن الفترة الفاشية، تمكن الإيطاليون من تحسين ظروفهم المعيشية، خاصة مع زيادة الحراك الاجتماعي للشباب الإيطاليين الكنديين. أما الجيل الثاني، والذي كان يتمتع بمستوى أفضل من التعليم، فقد بدأ في التخلي عن الوظائف اليدوية، التي كان يقوم بها آباؤهم بشكل تقليدي، لصالح الوظائف التي تتطلب مستوى جيد من التعليم. وبدأ العديد من هؤلاء الشباب التحدث باللغة الإنجليزية بوصفها لغة أولى لهم، مبتعدين عن عادات والديهم في عملية بناء هويتهم الإيطالية الكندية الخاصة، والتي تختلف عن فئة "المواطنين الإيطاليين المقيمين في كندا" أو "السكان من أصل إيطالي". وهكذا، ولدت هوية جديدة، نشأت من اندماج ثقافتين لتصبح شيئًا آخر وتتطور بطريقتها الخاصة.
في عام 2010م، أقرت حكومة أونتاريو مشروع قانون رقم 103 بموافقة ملكية لإعلان شهر يونيو، بوصفه شهرًا للتراث الإيطالي. في 17 مايو 2017م، أقرت وزيرة التراث الكندي ميلاني جولي اقتراحًا بالإجماع، الاقتراح رقم 64، في مجلس العموم، من أجل الاعتراف بشهر يونيو، باعتباره شهرًا للتراث الإيطالي في جميع أنحاء كندا - وهو الوقت المناسب للاعتراف بالجالية الإيطالية في كندا، والاحتفال وزيادة الوعي بها، وهي واحدة من أكبر الجاليات خارج إيطاليا.
وفي عام 2019م، استقبلت كندا الموجة الحادية عشرة من المهاجرين الإيطاليين، ومن بين الدول غير الأوروبية، احتلت كندا رابع أعلى دولة تستقبل المهاجرين الإيطالين، بعد البرازيل، والولايات المتحدة وأستراليا. وبالمقارنة بالماضي، تغيرت مهارات المهاجرين، إذ يوجد اليوم العديد من الباحثين والعمال المهرة ورجال الأعمال. في عام 2018م، كان أكثر من نصف المواطنين الإيطاليين الذين انتقلوا إلى الخارج (53%) حاصلين على مؤهلات تعليمية متوسطة إلى عالية: 33000 من خريجي المدارس الثانوية و29000 من خريجي الجامعات. هناك طلب كبير على الأشخاص المؤهلين تأهيلاً عاليا في كندا في المجالات التي تفتقر إليها الإقليم، وخاصة في مجال تكنولوجيا المعلومات والاتصالات.

## التركيبة السكانية

### عِرق
اعتبارًا من تعداد عام 2021م، صرح حوالي 1,546,390 من المقيمين الكنديين أنهم من أصل إيطالي، ويشكلون 4.3% من سكان كندا، مما يمثل انخفاضًا بنسبة 2.6% عن عدد سكان تعداد عام 2016م، البالغ 1,587,970 نسمة. ومن بين 1,587,970، كان هناك 671,510 من الاستجابات ذات أصل عرقي واحد، في حين كان هناك 874,880 من الاستجابات ذات أصول عرقية متعددة. ويعيش أغلبهم في أونتاريو، ويزيد عددهم على 900 ألف نسمة (7% من السكان)، بينما يعيش أكثر من 300 ألف نسمة في كيبيك (4% من السكان) ــ وهو ما يشكل حوالي 80% من سكان البلاد.
| العام | السكان (استجابات من أصل عرقي واحد ومتعدد) | % من إجمالي السكان العرقيين | السكان ( استجابات الأصل العرقي الفردي) | السكان (استجابات الأصول العرقية المتعددة) | مجموع التغيير% |
| ----- | ----------------------------------------- | --------------------------- | -------------------------------------- | ----------------------------------------- | -------------- |
| 1871  | 1,035                                     | 0.03%                       | غير متاح                               | غير متاح                                  | غير متاح       |
| 1881  | 1,849                                     | 0.04%                       | غير متاح                               | غير متاح                                  | +78٫6%         |
| 1901  | 10,834                                    | 0.2%                        | غير متاح                               | غير متاح                                  | +485٫9%        |
| 1911  | 45,411                                    | 0.6%                        | غير متاح                               | غير متاح                                  | +319٫2%        |
| 1921  | 66,769                                    | 0.8%                        | غير متاح                               | غير متاح                                  | +47٫0%         |
| 1931  | 98,173                                    | 0.9%                        | غير متاح                               | غير متاح                                  | +47٫0%         |
| 1941  | 112,625                                   | 1.0%                        | غير متاح                               | غير متاح                                  | +14٫7%         |
| 1951  | 152,245                                   | 1.1%                        | غير متاح                               | غير متاح                                  | +35٫2%         |
| 1961  | 459,351                                   | 2.5%                        | غير متاح                               | غير متاح                                  | +201٫7%        |
| 1971  | 730,820                                   | 3.4%                        | غير متاح                               | غير متاح                                  | +59٫1%         |
| 1981  | 747,970                                   | 3.1%                        | غير متاح                               | غير متاح                                  | +2٫3%          |
| 1991  | 1,147,780                                 | 4.1%                        | 750,055                                | 397,725                                   | +53٫5%         |
| 1996  | 1,207,475                                 | 4.2%                        | 729,455                                | 478,025                                   | +5٫2%          |
| 2001  | 1,270,370                                 | 4.3%                        | 726,275                                | 544,090                                   | +5٫2%          |
| 2006  | 1,445,335                                 | 4.6%                        | 741,045                                | 704,285                                   | +13٫8%         |
| 2011  | 1,488,425                                 | 4.5%                        | 700,845                                | 787,580                                   | +3٫0%          |
| 2016  | 1,587,970                                 | 4.6%                        | 695,420                                | 892,550                                   | +6٫7%          |
| 2021  | 1,546,390                                 | 4.3%                        | 671,510                                | 874,880                                   | −2٫6%          |

| المقاطعة/ الإقليم         | السكان (1991) | % من إجمالي عدد السكان (1991) | السكان (1996) | % من إجمالي عدد السكان (1996) | السكان (2001) | % من إجمالي عدد السكان (2001) | السكان (2006) | % من إجمالي عدد السكان (2006) |
| ------------------------- | ------------- | ----------------------------- | ------------- | ----------------------------- | ------------- | ----------------------------- | ------------- | ----------------------------- |
| أونتاريو                  | 701,430       | 7.0%                          | 743,425       | 7.0%                          | 781,345       | 6.9%                          | 867,980       | 7.2%                          |
| كيبيك                     | 226,645       | 3.3%                          | 244,740       | 3.5%                          | 249,205       | 3.5%                          | 299,655       | 4.0%                          |
| كولومبيا البريطانية       | 111,990       | 3.4%                          | 117,895       | 3.2%                          | 126,420       | 3.3%                          | 143,160       | 3.5%                          |
| ألبرتا                    | 61,245        | 2.4%                          | 58,140        | 2.2%                          | 67,655        | 2.3%                          | 82,015        | 2.5%                          |
| مانيتوبا                  | 17,900        | 1.6%                          | 17,205        | 1.6%                          | 18,550        | 1.7%                          | 21,405        | 1.9%                          |
| نوفا ساكوشا               | 11,915        | 1.3%                          | 11,200        | 1.2%                          | 11,240        | 1.3%                          | 13,505        | 1.5%                          |
| ساسكاتشوان                | 8,290         | 0.8%                          | 7,145         | 0.7%                          | 7,565         | 0.8%                          | 7,970         | 0.8%                          |
| نيو برونزويك              | 4,995         | 0.7%                          | 4,645         | 0.6%                          | 5,610         | 0.8%                          | 5,900         | 0.8%                          |
| نيوفندلاند ولابرادور      | 1,740         | 0.3%                          | 1,505         | 0.3%                          | 1,180         | 0.2%                          | 1,375         | 0.3%                          |
| جزيرة الأمير إدوارد       | 665           | 0.5%                          | 515           | 0.4%                          | 605           | 0.4%                          | 1,005         | 0.7%                          |
| يوكون                     | 440           | 1.6%                          | 545           | 1.8%                          | 500           | 1.8%                          | 620           | 2.0%                          |
| الأقاليم الشمالية الغربية | 510           | 0.9%                          | 525           | 0.8%                          | 400           | 1.1%                          | 610           | 1.5%                          |
| نوفافوت                   | غير متاح      | غير متاح                      | غير متاح      | غير متاح                      | 95            | 0.4%                          | 125           | 0.4%                          |

| المقاطعة/ الإقليم         | السكان (2011) | % من إجمالي عدد السكان العرقيين (2011) | السكان (2016) | % من إجمالي عدد السكان العرقيين (2016) | السكان (2021) | % من إجمالي عدد السكان العرقيين (2021) |
| ------------------------- | ------------- | -------------------------------------- | ------------- | -------------------------------------- | ------------- | -------------------------------------- |
| أونتاريو                  | 883,990       | 7.0%                                   | 931,805       | 7.0%                                   | 905,105       | 6.5%                                   |
| كيبيك                     | 307,810       | 4.0%                                   | 326,700       | 4.1%                                   | 316,320       | 3.8%                                   |
| كولومبيا البريطانية       | 150,660       | 3.5%                                   | 166,090       | 3.6%                                   | 162,485       | 3.3%                                   |
| ألبرتا                    | 88,705        | 2.5%                                   | 101,260       | 2.5%                                   | 98,730        | 2.4%                                   |
| مانيتوبا                  | 21,960        | 1.9%                                   | 23,205        | 1.9%                                   | 22,835        | 1.8%                                   |
| نوفا سكوشا                | 14,305        | 1.6%                                   | 15,625        | 1.7%                                   | 16,575        | 1.7%                                   |
| ساسكاتشوان                | 9,530         | 1.0%                                   | 11,310        | 1.1%                                   | 10,830        | 1.0%                                   |
| نيو برونزويك              | 7,195         | 1.0%                                   | 7,460         | 1.0%                                   | 8,250         | 1.1%                                   |
| نيوفندلاند ولابرادور      | 1,825         | 0.4%                                   | 1,710         | 0.3%                                   | 2,290         | 0.5%                                   |
| جزيرة الأمير إدوارد       | 955           | 0.7%                                   | 1,200         | 0.9%                                   | 1,655         | 1.1%                                   |
| يوكون                     | 725           | 2.2%                                   | 915           | 2.6%                                   | 710           | 1.8%                                   |
| الأقاليم الشمالية الغربية | 545           | 1.3%                                   | 505           | 1.2%                                   | 445           | 1.1%                                   |
| نوفافوت                   | 215           | 0.7%                                   | 175           | 0.5%                                   | 160           | 0.4%                                   |

| منطقة حضرية                  | السكان (1991) | % من إجمالي السكان العرقيين (1991) | السكان (1996) | % من إجمالي السكان العرقيين (1996) | السكان (2001) | % من إجمالي السكان العرقيين (2001) | السكان (2006) | % من إجمالي السكان العرقيين (2006) |
| ---------------------------- | ------------- | ---------------------------------- | ------------- | ---------------------------------- | ------------- | ---------------------------------- | ------------- | ---------------------------------- |
| منطقة تورنتو الحضرية         | 387,655       | 10.1%                              | 414,310       | 9.8%                               | 429,380       | 9.2%                               | 466,155       | 9.2%                               |
| مونتريال الحضرية             | 163,830       | 9.2%                               | 220,935       | 6.7%                               | 224,460       | 6.6%                               | 260,345       | 7.3%                               |
| فانكوفر الحضرية              | 58,465        | 3.8%                               | 64,285        | 3.5%                               | 69,000        | 3.5%                               | 76,345        | 3.6%                               |
| هاميلتون                     | 51,320        | 11.4%                              | 62,035        | 10.0%                              | 67,685        | 10.3%                              | 72,440        | 10.6%                              |
| بلدية نياجرا الإقليمية       | 43,040        | 10.9%                              | 44,515        | 11.0%                              | 44,645        | 12.0%                              | 48,850        | 12.7%                              |
| منطقة العاصمة الوطنية (كندا) | 30,265        | 4.5%                               | 34,350        | 3.4%                               | 37,435        | 3.6%                               | 45,005        | 4.0%                               |
| منطقة كالجاري الحضرية        | 22,810        | 3.2%                               | 23,885        | 2.9%                               | 29,120        | 3.1%                               | 33,645        | 3.1%                               |
| وندسور (أونتاريو)            | 20,320        | 10.6%                              | 29,270        | 10.6%                              | 30,680        | 10.1%                              | 33,725        | 10.5%                              |
| منطقة العاصمة إدمونتون       | 17,780        | 2.9%                               | 20,020        | 2.3%                               | 22,385        | 2.4%                               | 28,805        | 2.8%                               |
| منطقة وينيبيج الحضرية        | 14,460        | 2.3%                               | 15,245        | 2.3%                               | 16,105        | 2.4%                               | 18,580        | 2.7%                               |
| سو ساينت ماري (أونتاريو)     | 16,930        | 20.8%                              | 16,480        | 20.0%                              | 16,315        | 21.0%                              | 17,720        | 22.4%                              |
| ثاندر باي (أونتاريو)         | 14,265        | 12.5%                              | 15,095        | 12.1%                              | 15,395        | 12.8%                              | 17,290        | 14.3%                              |
| لندن (أونتاريو)              | 13,455        | 4.4%                               | 15,570        | 4.0%                               | 17,290        | 4.1%                               | 20,380        | 4.5%                               |
| غريتر سودبوري                | 12,210        | 7.6%                               | 11,990        | 7.5%                               | 12,030        | 7.8%                               | 13,415        | 8.6%                               |
| أوشاوا                       | غير متاح      | غير متاح                           | 11,675        | 4.4%                               | 13,990        | 4.8%                               | 18,225        | 5.6%                               |
| غوالف (أونتاريو)             | غير متاح      | غير متاح                           | غير متاح      | غير متاح                           | 11,135        | 9.6%                               | 12,110        | 9.6%                               |
| بلدية واترلو الإقليمية       | غير متاح      | غير متاح                           | 10,240        | 2.5%                               | 11,365        | 2.8%                               | 13,675        | 3.1%                               |
| باري (أونتاريو)              | غير متاح      | غير متاح                           | غير متاح      | غير متاح                           | غير متاح      | غير متاح                           | 10,330        | 5.9%                               |

| منطقة حضرية                    | السكان(2011) | % من ‘جمالي السكان العرقيين (2011) | السكان(2016) | % من ‘جمالي السكان العرقيين (2016) | السكان(2021) | % من إجمالي السكان العرقيين (2021) |
| ------------------------------ | ------------ | ---------------------------------- | ------------ | ---------------------------------- | ------------ | ---------------------------------- |
| منطقة تورنتو الحضرية           | 475,090      | 8.6%                               | 484,360      | 8.3%                               | 444,755      | 7.2%                               |
| مونتريال الحضرية               | 263,565      | 7.0%                               | 279,795      | 7.0%                               | 267,240      | 6.3%                               |
| فانكوفر الحضرية                | 82,435       | 3.6%                               | 87,875       | 3.6%                               | 83,200       | 3.2%                               |
| هاميلتون                       | 75,900       | 10.7%                              | 79,725       | 10.8%                              | 80,165       | 10.4%                              |
| بلدية نياجرا الإقليمية         | 48,530       | 12.6%                              | 49,345       | 12.4%                              | 50,210       | 11.8%                              |
| منطقة العاصمة الوطنية (كندا)   | 47,975       | 4.0%                               | 53,825       | 4.1%                               | 55,945       | 3.8%                               |
| منطقة كالجاري الحضرية          | 36,875       | 3.1%                               | 42,940       | 3.1%                               | 41,620       | 2.8%                               |
| وندسور (أونتاريو)              | 30,880       | 9.8%                               | 33,175       | 10.2%                              | 37,665       | 9.1%                               |
| منطقة العاصمة إدمونتون         | 29,580       | 2.6%                               | 33,800       | 2.6%                               | 32,235       | 2.3%                               |
| أوشاوا                         | 20,265       | 5.8%                               | 22,870       | 6.1%                               | 22,745       | 5.5%                               |
| لندن (أونتاريو)                | 20,210       | 4.3%                               | 22,625       | 4.6%                               | 22,755       | 4.3%                               |
| منطقة وينيبيج الحضرية          | 18,405       | 2.6%                               | 19,435       | 2.6%                               | 19,060       | 2.3%                               |
| سو ساينت ماري (أونتاريو)       | 16,005       | 20.4%                              | 16,025       | 20.9%                              | 14,945       | 19.8%                              |
| ثاندر باي (أونتاريو)           | 15,575       | 13.1%                              | 16,610       | 14.0%                              | 16,615       | 13.7%                              |
| بلدية واترلو الإقليمية         | 14,860       | 3.2%                               | 18,650       | 3.6%                               | 19,475       | 3.4%                               |
| غريتر سودبوري                  | 13,115       | 8.3%                               | 13,500       | 8.3%                               | 12,935       | 7.7%                               |
| غوالف (أونتاريو)               | 12,915       | 9.3%                               | 14,430       | 9.6%                               | 14,075       | 8.6%                               |
| باري (أونتاريو)                | 11,415       | 6.2%                               | 14,460       | 7.4%                               | 16,190       | 7.7%                               |
| فيكتوريا (كولومبيا البريطانية) | 10,535       | 3.1%                               | 11,665       | 3.3%                               | 12,750       | 3.3%                               |

### اللغة والهجرة
اعتبارًا من عام 2021م، كان يوجد من بين 1,546,390 كنديًا إيطاليًا، حوالي 204,070 مهاجرًا من مواليد إيطاليا،  مع زعمهم 319,505 أن الإيطالية هي لغتهم الأم. غير أن البلاد شهدت انخفاضًا عامًا في استخدام اللغة الإيطالية منذ عام 2001م.
| سنة  | سكان    | % من اللغة الأم غير الرسمية المتحدثون بلسان واحد في كندا | % من كل اللغات هي اللغة الأم المتحدثون في كندا | % من الكنديين الإيطاليين |
| ---- | ------- | -------------------------------------------------------- | ---------------------------------------------- | ------------------------ |
| 1991 | 449,660 | 12.7%                                                    | 1.7%                                           | 39.2%                    |
| 1996 | 484,500 | 10.5%                                                    | 1.7%                                           | 40.1%                    |
| 2001 | 469,485 | 9.0%                                                     | 1.6%                                           | 37.0%                    |
| 2006 | 455,040 | 7.4%                                                     | 1.5%                                           | 31.5%                    |
| 2011 | 407,485 | 6.2%                                                     | 1.2%                                           | 27.4%                    |
| 2016 | 375,645 | 5.1%                                                     | 1.1%                                           | 23.7%                    |
| 2021 | 319,505 | 4.1%                                                     | 0.9%                                           | 20.7%                    |

| فترة      | سكان    | % من الاجمالي الهجرة إلى كندا |
| --------- | ------- | ----------------------------- |
| 1901–1910 | 58,104  | 3.5%                          |
| 1911–1920 | 62,663  | 3.7%                          |
| 1921–1930 | 26,183  | 2.1%                          |
| 1931–1940 | 3,898   | 2.4%                          |
| 1941–1950 | 20,682  | 4.2%                          |
| 1951–1960 | 250,812 | 15.9%                         |
| 1961–1970 | 190,760 | 13.5%                         |
| 1971–1978 | 37,087  | 3.1%                          |

| سنة  | سكان    | % من المهاجرين في كندا | % من الكنديين سكان |
| ---- | ------- | ---------------------- | ------------------ |
| 1986 | 366,820 | 9.4%                   | 1.5%               |
| 1991 | 351,615 | 8.1%                   | 1.3%               |
| 1996 | 332,110 | 6.7%                   | 1.2%               |
| 2001 | 315,455 | 5.8%                   | 1.1%               |
| 2006 | 296,850 | 4.8%                   | 0.9%               |
| 2011 | 260,250 | 3.6%                   | 0.8%               |
| 2016 | 236,635 | 3.1%                   | 0.7%               |
| 2021 | 204,070 | 2.4%                   | 0.6%               |

## الثقافة والإعلام والتعليم الإيطالي الكندي
تشمل الأفلام الإيطالية الكندية البارزة: تفريبًا أمريكا Almost America ، ومقهى إيطاليا مونتريالCaffè Italia، وMontréal، وكوربو Corbo، وإنجماتيكو Enigmatico، ومن الكرمة From the Vine، ومامبو إيطاليانو Mambo Italiano، و The Saracen Woman (La Sarrasine) ، والرباعية شبه السيرة الذاتية لريكاردو تروجي في أعوام 1981م و 1987م و 1991م و 1995م.
شمل تصوير الكنديين الإيطاليين في التلفزيون مسلسلات من قبيل: وداعًا بيلا Ciao Bella و لا تهتم به Fugget About It و الدوتشي الكندي Il Duce canadese.
وفي الأدب، تعد روايات نينو ريتشي، وخاصة روايته "حياة القديسين" التي نُشرت عام 1990م، وفازت بجائزة الحاكم العام، من أشهر التصويرات للثقافة الإيطالية الكندية.

## الكنديون الإيطاليون البارزون
فيما يلي مجموعة من الكنديين الإيطاليين البارزين، الذين استقروا في كندا:
- بوب أباتي (1893-1981)م، مدرب رياضي.
- لوسيو أغوستيني (1913- 1996)م، ملحن وموسيقي كندي إيطالي
- دومينيك أغوستينو (1959- 2004)م، سياسي
- كارلو البرتي، لاعب كرة قدم.
- جيمس أنتوني، موسيقي
- لوتشيانو أكينو، لاعب هوكي جليد
- فيوليت ارتشر، معلمة وملحنة.
- كارميلو باربييري، لاعب كرة قدم.
- روبرت باربييري، لاعب رغبي
- فرانسيسكو بيليني، رجل أعمال
- ماريو برناردي، موسيقي وعازف بيانو.
- ماوريتسيو بيفيلاكوا، سياسي
- ماريو بيلو، لاعب كرة قدم
- براندون بونفاسيو، لاعب كرة قدم
- ماركو برامبيا، مخرج ومصور
- جينو بريتو، مصارع
- نيك بوتشي، لاعب كرة قاعدة
- ليون كايتاني، أمير ومستشرق وسياسي
- فرانك كابريس، لاعب هوكي جليد
- لوسيانو كارو، ممثلة
- بات كاروسو، لاعب هوكي ميدان
- جون كاسيني، ممثل
- لوكاس كافاليني، لاعب كرة قدم
- فولفيو سيسيري، ممثل
- جو سيسي، سياسي
- مايكل سيرا، ممثل
- إيريكا سيرا، ممثلة
- ماركوس تشياريلي، كاتب
- بيتر تشياريلي، لاعب هوكي جليد
- هايدن كرستنسين، ممثل ومنتج
- فرانك كورادو، لاعب هوكي جليد
- جيم كورسي (لاعب هوكي جليد)
- دانيال كورسو، لاعب هوكي جليد
- باولو كوستنزو، ممثل
- برايان كريستانتي، لاعب كرة قدم
- جيمس كونينغهام (مقدم تلفزيوني)
- أنطونيو كوبو، ممثل
- ميخائيل داغوستينو، لاعب كرة قدم
- جون داميكو، لاعب هوكي جليد
- سكوت ديمور، مصارع
- فرانك دانغلو، رجل أعمال
- سابرينا دانغلو، لاعبة كرة قدم
- جينيفر دالي، ممثلة
- سيندي دانيال، مغنية
- باسكوالي دي لوكا، لاعب كرة قدم
- سيرجيو دي لوكا، لاعب كرة قدم
- جوني دي، مغني
- جون ديسانتس، ممثل
- سيرجيو دي زيو، ممثل
- فيليب دي جوزيبي، لاعب هوكي جليد
- فينتشنزو دي نيكولا، عالم وفيلسوف وطبيب نفسي
- مارك دوناتو، ممثل
- أنجيلو ايسبوسيتو، لاعب هوكي جليد
- فيل ايسبوسيتو، لاعب هوكي جليد
- طوني إيسبوسيتو، لاعب هوكي جليد
- باتريك ايسبوسيتو دي نابولي (1964 – 1994)، مغني
- دانييلا إيفانغليستا،ممثلة وعارضة أزياء
- ليندا إيفانجيليستا، عارضة أزياء
- توني إيفانغليستا، لاعب كرة قدم
- روبي فابري، لاعب هوكي جليد
- راي فيرارو، لاعب هوكي جليد، ثم محلل رياضي
- توني فيور، لاعب هوكي جليد
- سارة جادون، ممثلة
- سيمون غاتي، لاعب كرة قدم
- دان جيانكولا، لاعب كرة قدم
- دنيس غيانيني، لاعب هوكي جليد
- باسيليو جيوردانو، رجل أعمال وسياسي
- مارك جيوردانو، لاعب هوكي جليد
- داكوتا جويو، ممثل
- ساندرو غراندي، لاعب كرة قدم
- توني غراندي، سياسي
- بيتر جريكو، لاعب كرة قدم
- جوليا غروسو، لاعبة كرة قدم
- جاكلين هينيسي، صحفية وممثلة
- جيل هينيسي، مغنية وممثلة
- أليساندرو جولياني، ممثل
- باتريس يفبفر، لاعب هوكي جليد
- جوني لومباردي، رجل أعمال
- ماثيو لومباردي، لاعب هوكي جليد
- أندريا لومباردو، لاعب كرة قدم
- كارمين لومباردو (1903 – 1971)، موسيقي
- فيكتور لومباردو، موسيقي وعازف ساكسفون
- غابي مانشيني، ملاكم
- ريمو مانشيني، سياسي
- نيك مانكوسو، ممثل
- كريس مانيلا، لاعب كرة قدم
- جاي مانويل، فنان ماكياج، ومصور
- سيرجيو مارشي (سياسي)
- سانتينو ماريلا، مصارع
- هكتور ماريني، لاعب هوكي جليد
- فرانك مارينو، موسيقي
- جاك ماسترز، سياسي
- جون ماتسوموتو (لاعب هوكي الجليد)
- بيل ماورو، سياسي
- فينتشنزو ناتالي، كاتب ومخرج
- ألدو نوفا، موسيقي وعازف قيثارة
- أمريكا أوليفو، ممثلة ومغنية وعارضة أزياء
- غايتانو أورلاندو، لاعب هوكي جليد
- مارينا أورسيني، ممثلة ومقدمة برامج إذاعية
- توني بارسونز، مذيع أخبار
- بول بوسكيسوليدو، لاعب كرة قدم
- مايكل بيتراسو، لاعب كرة قدم
- بيني بيتروني (1925 – 2005)، كاتبة وناقدة أدبية
- ماركو بولو (ملحن)
- هارون بول، ممثل
- كارلي بوب، ممثلة
- جينو رضا، مقدم تلفزيوني ومعلق رياضي
- ماركو رضا، لاعب ومدرب كرة قدم
- نيك ريتشي، لاعب هوكي جليد
- لو رينالدي، سياسي
- دارسي روبنسون (1981 – 2007)، لاعب هوكي جليد
- فينس روكو، لاعب هوكي جليد
- روكو رومانو، لاعب كرة قدم
- روس رومانو، سياسي
- ماركو روزا، لاعب هوكي جليد
- كارلو روسي (سياسي)
- روكو روسي، رجل أعمال، وسياسي
- فيتوريو روسي، ممثل وكاتب مسرحي
- أنتوني روتا، سياسي
- كارلو روتا، ممثل
- ويل ساسو، ممثل
- ريان سافويا، لاعب هوكي جليد
- رايموند ساوادا، لاعب هوكي جليد
- ماريو سيرجيو، سياسي
- هانا سيمون، عارضة وممثلة
- بول ستالتيري، لاعب كرة قدم
- تشلسي ستيوارت، لاعبة كرة قدم
- ميليسا تانكريدي، لاعبة كرة قدم
- توني فاليري، سياسي
- جو فولبي، سياسي
- جيف وانسوتت، لاعب تايكوندو، وممثل
- سول زانتي، فيلسوف وسياسي
- كيارا زاني، ممثلة

## المقاطعات الإيطالية في كندا

### ألبرتا
- ليتل إيطاليا، إدمونتون

### منطقة مونتريال الكبرى
- لاسال، كيبيك
- لافال، كيبيك
- ليتل إيطاليا، مونتريال
- مونتريال-نورد
- نوتردام دي جريس ، مونتريال (سانت ريموند)
- ريفيير دي بريري، مونتريال
- سان ليونارد - سان ميشيل
- سان ليونارد، كيبيك
- سان ميشيل، مونتريال
- طريق ايطاليا

### أوتاوا
- ليتل إيطاليا، أوتاوا
- القديس أنطونيوس البادواني (أوتاوا)

### نوفا سكوشيا
- دومينيون، نوفا سكوشا، والمجتمعات الأخرى في جزيرة كيب بريتون [60]

### هاميلتون، أونتاريو
- شارع جيمس الشمالي
- ستوني كريك

### منطقة تورنتو الكبرى
- ليتل إيطاليا، تورنتو
- بالمرستون-ليتل إيطاليا، تورنتو
- كورسو إيطاليا – شارع سانت كلير الغربي
- كورسو إيطاليا-دافنبورت، تورونتو
- مابل ليف، تورنتو
- داونزفيو، تورنتو
- وودبريدج، فون (أونتاريو)
- نوبلتون، كينغ (أونتاريو)
- بولتون، كاليدون (أونتاريو)

### وندسور، أونتاريو
- طريق إيطاليا، شارع إيري.

### كولومبيا البريطانية
- برنابي، كولومبيا البريطانية
- ليتل إيطاليا، فانكوفر
- ترايل، كولومبيا البريطانية

### مانيتوبا
- ليتل إيطاليا، وينيبيج

## روابط خارجية
- الكنديون الإيطاليون كأعداء أجانب: ذكريات الحرب العالمية الثانية نسخة محفوظة 1 يونيو 2019 على موقع واي باك مشين.
- المتحف الكندي للحضارة - التراث الإيطالي الكندي
- الإيطاليون الكنديون في الموسوعة الكندية
- تاريخ الكتابة الإيطالية الكندية
- تاريخنا: تاريخ الشعب الإيطالي الكندي في برانتفورد
- الكنديون الإيطاليون في إيطاليا[وصلة مكسورة]
- يتضمن موقع كندا المتعدد الثقافات كتبًا رقمية وصحفًا ووثائق، بالإضافة إلى التاريخ الشفوي للنساء الكنديات الإيطاليات والتعليم الفوتوغرافي.

1. ↑  Includes the municipalities of أوشاوا، Whitby, and كلارينغتون (أونتاريو). See Italian Canadians in the Greater Toronto Area for more detailed information.